# Fritz Martini
Pour les articles homonymes, voir Martini.
Fritz Oskar Richard Martini (né le 5 septembre 1909 à Magdebourg et mort le 5 juillet 1991 à Stuttgart) est un philologue allemand (germaniste et anglo-saxon).

## Biographie
Martini étudie aux universités de Zurich, Graz, Heidelberg, Grenoble et Berlin. En 1933, il obtient son doctorat à Berlin avec une thèse sur Wilhelm Raabe. En 1933, il rejoint le NSDAP et la SA en tant que Sturmmann et donne des conférences de formation nazies.
En 1938, il obtient son habilitation à l'Université de Hambourg avec la thèse Das Bauerntum im deutscher Literaturtum von den Beginen bis 16. Jahrhundert avec Robert Petsch (de). À partir de 1943, il est professeur associé d'esthétique et de littérature générale à l'Université technique de Stuttgart. Martini est membre du présidium de l'Académie allemande pour la langue et la littérature. Il enseigne plusieurs fois en tant que professeur invité aux États-Unis, en Angleterre, en Scandinavie, en Italie et ailleurs. En 1950, Martini reçoit un poste de professeur titulaire.
Martini écrit un ouvrage standard très lu sur l'histoire de la littérature allemande, le Deutsche Literaturgeschichte von den Anfängen bis zur Gegenwart (1re édition 1949-19e édition 1991), qu'il révise encore et encore, car l'appréciation des époques les plus récentes de l'histoire littéraire allemande change rapidement. Il édite également les œuvres de Christoph Martin Wieland (1964-1968). Il est rédacteur en chef du magazine Der Deutschunterricht (1948-1979) et du Jahrbuchs der Deutschen Schiller-Gesellschaft (1957-1987).
En 1974, il prend sa retraite.

## Hommage
Fritz Martini est le sujet du sous-projet Fritz Martini. Ein literaturwissenschaftlicher Autor während und nach der NS-Zeit du projet DFG Internationale akademische Beziehungen Deutschlands von 1933 bis 1945.

## Œuvres (sélection)
- Der Raum in der Dichtung Wilhelm Raabes. Teildruck Berlin 1934 (Dissertation)
- Das Bauerntum im deutschen Schrifttum. Von den Anfängen bis zum 16. Jahrhundert. Niemeyer, Halle (Saale) 1944.
- Was war Expressionismus? Deutung und Auswahl seiner Lyrik. Post-Verlag, Urach 1948 (Erbe und Schöpfung; 14).
- Deutsche Literaturgeschichte von den Anfängen bis zur Gegenwart. 19. Aufl. Komet-Verlag, Köln 2003,  (ISBN 3-89836-381-3).
- Das Wagnis der Sprache. Interpretationen deutscher Prosa von Nietzsche bis Benn. 8. Aufl. Klett-Cotta, Stuttgart 1993,  (ISBN 3-608-95354-X).
- Deutsche Literatur des bürgerlichen Realismus. 1848–1898. 4. Aufl. Metzler, Stuttgart 1981,  (ISBN 3-476-00463-5). (1962)
- Geschichte im Drama. Drama in der Geschichte; Spätbarock, Sturm und Drang, Klassik, Frührealismus. Klett-Cotta, Stuttgart 1979,  (ISBN 3-12-935510-3).
- Vom Sturm und Drang zur Gegenwart. Autorenporträts und Interpretationen; Ausgewählte Aufsätze. Lang Verlag, Frankfurt/M. 1990,  (ISBN 3-631-42188-5).